# Titoceres arabicus
Titoceres arabicus là một loài bọ cánh cứng trong họ Cerambycidae.